# Enkheimer Alteichen

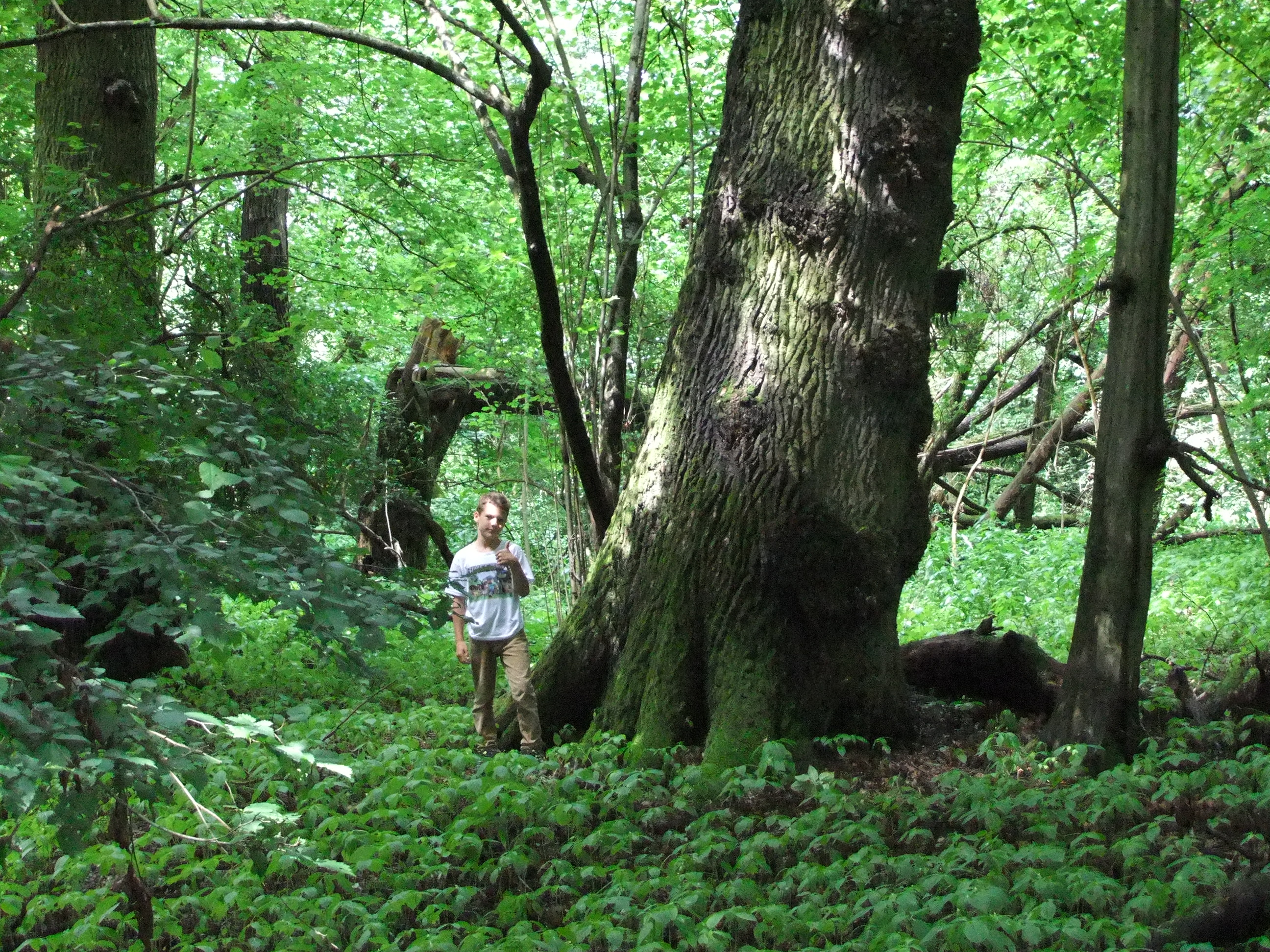
Mit 4,46 Metern Stammumfang und etwa 35 Metern Höhe der älteste Einzelstamm im Enkheimer Wald

Die Enkheimer Alteichen sind eine verstreut stehende Gruppe besonders alter und großer Eichen (Quercus) im östlichen Frankfurter Stadtteil Bergen-Enkheim. Die Bäume stehen am südlichen Rand des Naturschutzgebiets Enkheimer Ried, das zum Frankfurter Stadtwald und zum Frankfurter Grüngürtel gehört. Mit 3 bis 4,46 Metern Stammumfang, einem Alter zwischen 250 und über 300 Jahren und mit Höhen zwischen 25 und 40 Metern zählen sie zu den ältesten und besterhaltenen Baumpopulationen Frankfurts. Seit dem Jahr 1398 unterliegt der Enkheimer Eichenwald nachweislich einer systematischen forstwirtschaftlichen Entwicklung und Pflege. Er ist einer der ersten, wenn nicht sogar der erste Wald in Deutschland, in dem eine planmäßige Aufforstung mit Eichen und allgemein mit Laubbäumen stattgefunden hat.

## Lage
Nachgewiesen sind inzwischen 78 Bäume, ausschließlich einheimische Stieleichen (Quercus robur) und Traubeneichen (Quercus petraea), die sich im Wesentlichen an acht Standorten im Enkheimer und Bischofsheimer Wald sowie am Rand der Naturschutzgebiete Enkheimer Ried (Nachtigallenweg) und Berger Hang (Wagenweg) sowie im Fechenheimer Wald (Auffahrt A66, Sportanlage Birsteiner Straße) befinden. Beide Eichensorten gelten als besonders langlebig und vergleichsweise langsam wachsend; nicht selten erreichen sie in günstigen Lagen ein Alter von 600 bis 800 Jahren, Einzelexemplare können mehr als 1000 Jahre alt werden. Die natürliche Wachstumsgrenze liegt bei Höhen von 40 bis 45 Metern.

### Dammweg/Postweg
50° 8′ 51″ N, 8° 46′ 8,4″ O
Sechs Einzelbäume stehen – leicht zugänglich vom Hauptweg aus – am westlichen Zugang zum Enkheimer Wald zwischen dem ehemaligen Enkheimer Wasserwerk und der Kleingartenanlage Möllers Wäldchen an einem dort befindlichen Waldrastplatz (Ecke Dammweg/Postweg).

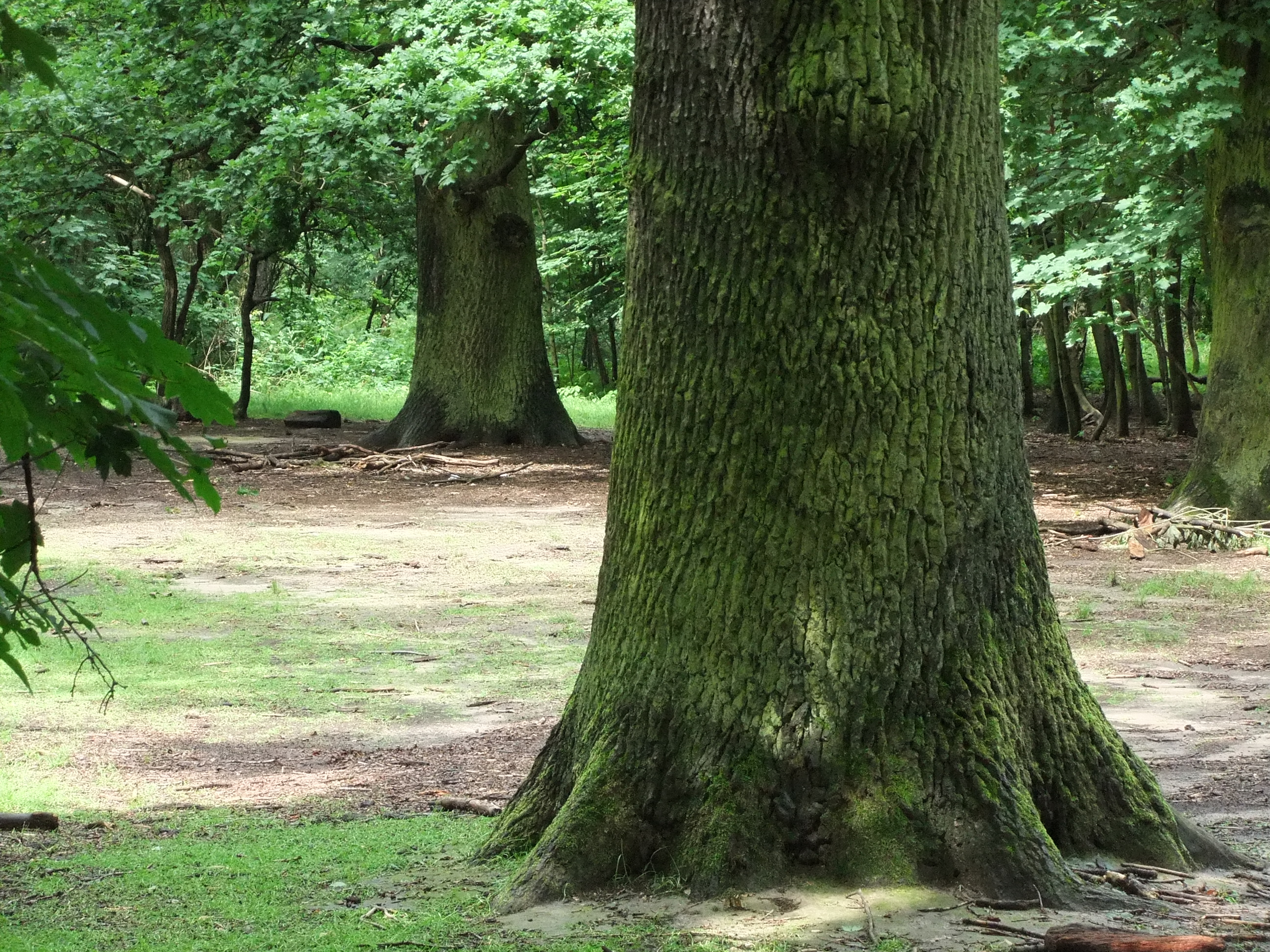
Alteichen Ecke Dammweg/Postweg
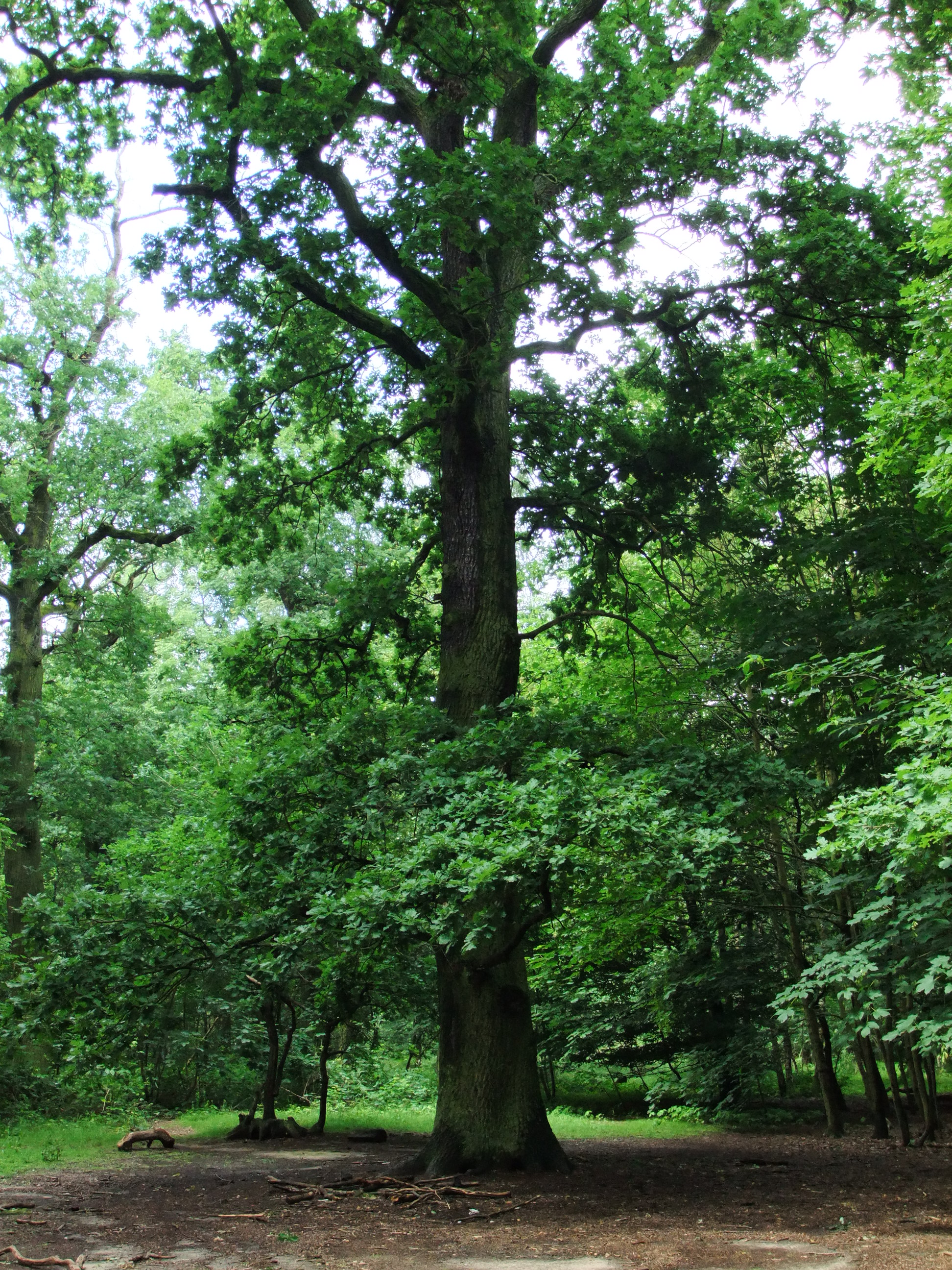
Solitäreiche Ecke Dammweg/Postweg

### Nachtigallenweg
50° 9′ 10,8″ N, 8° 46′ 44,7″ O
Eine locker gestreute Gruppe weiterer zehn Bäume erstreckt sich rechts und links am östlichen Ende des Nachtigallenwegs, der auf der südlichen Seite parallel zum Riedteich verläuft. Hier befindet sich der mit 4,46 Metern Umfang und etwa 35 Metern Höhe älteste Einzelstamm des gesamten Enkheimer Bestandes, der etwa 1670 gekeimt ist.

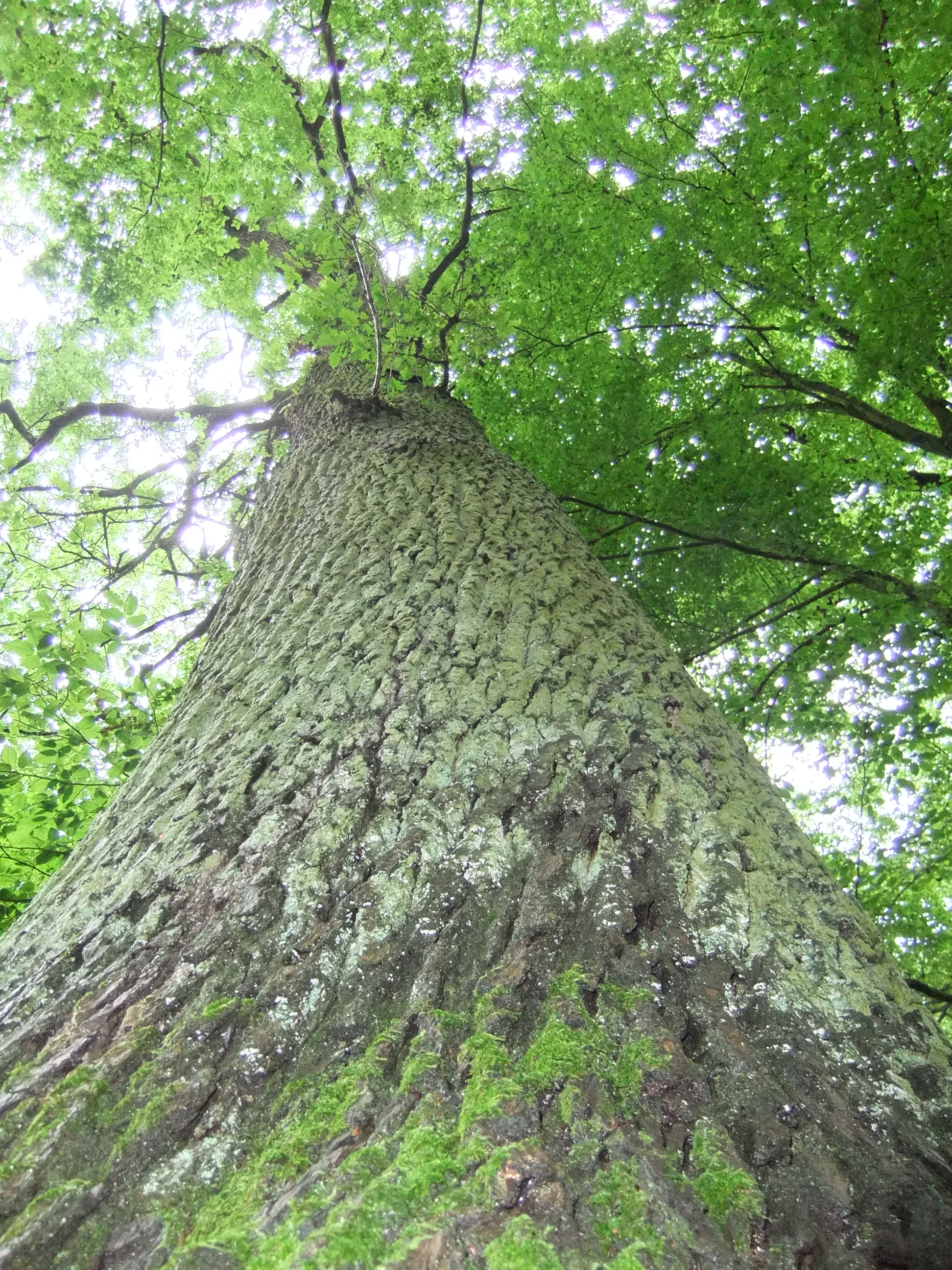
Enkheimer Alteiche am Nachtigallenweg
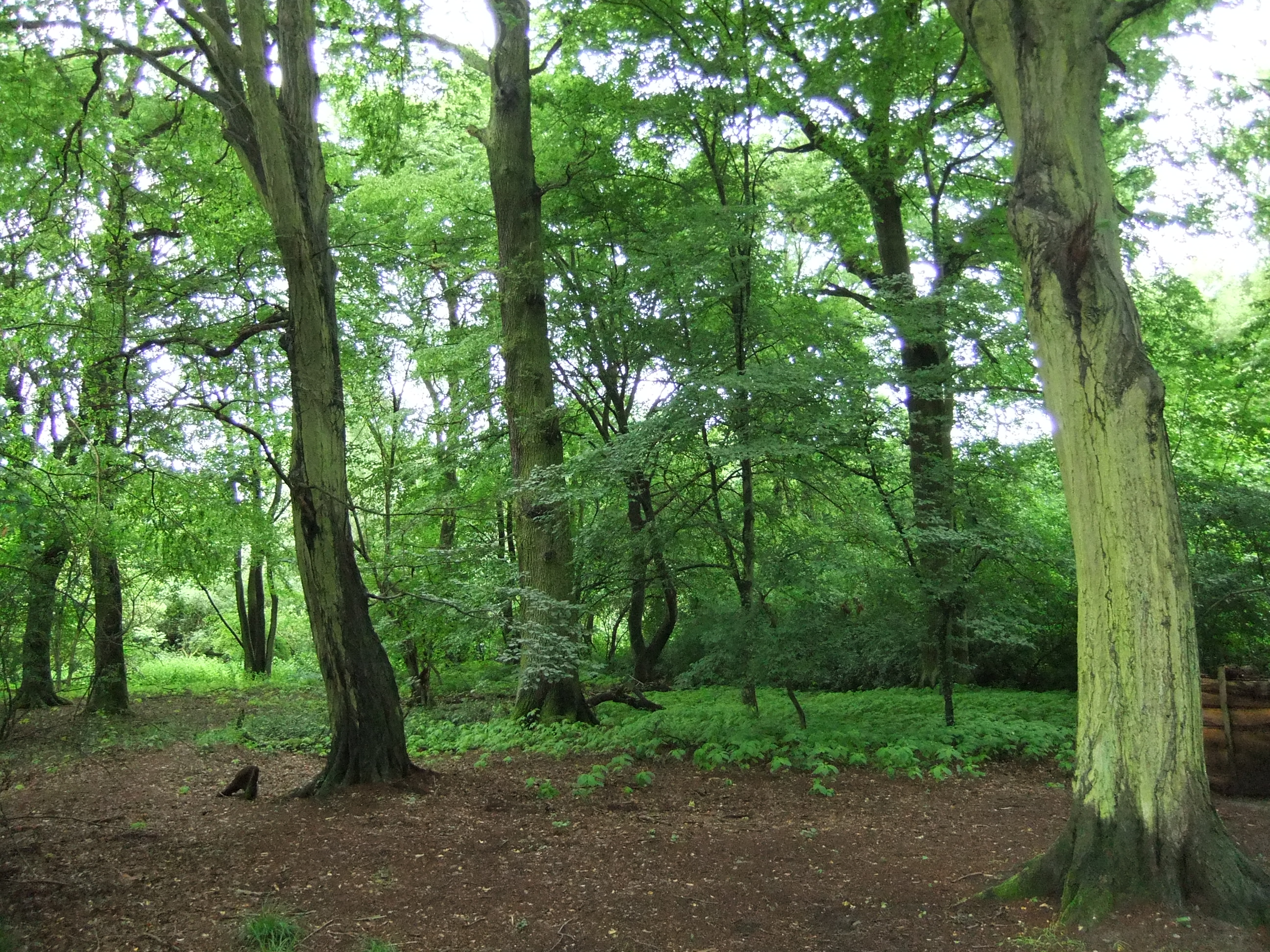
Baumhain Nachtigallenweg
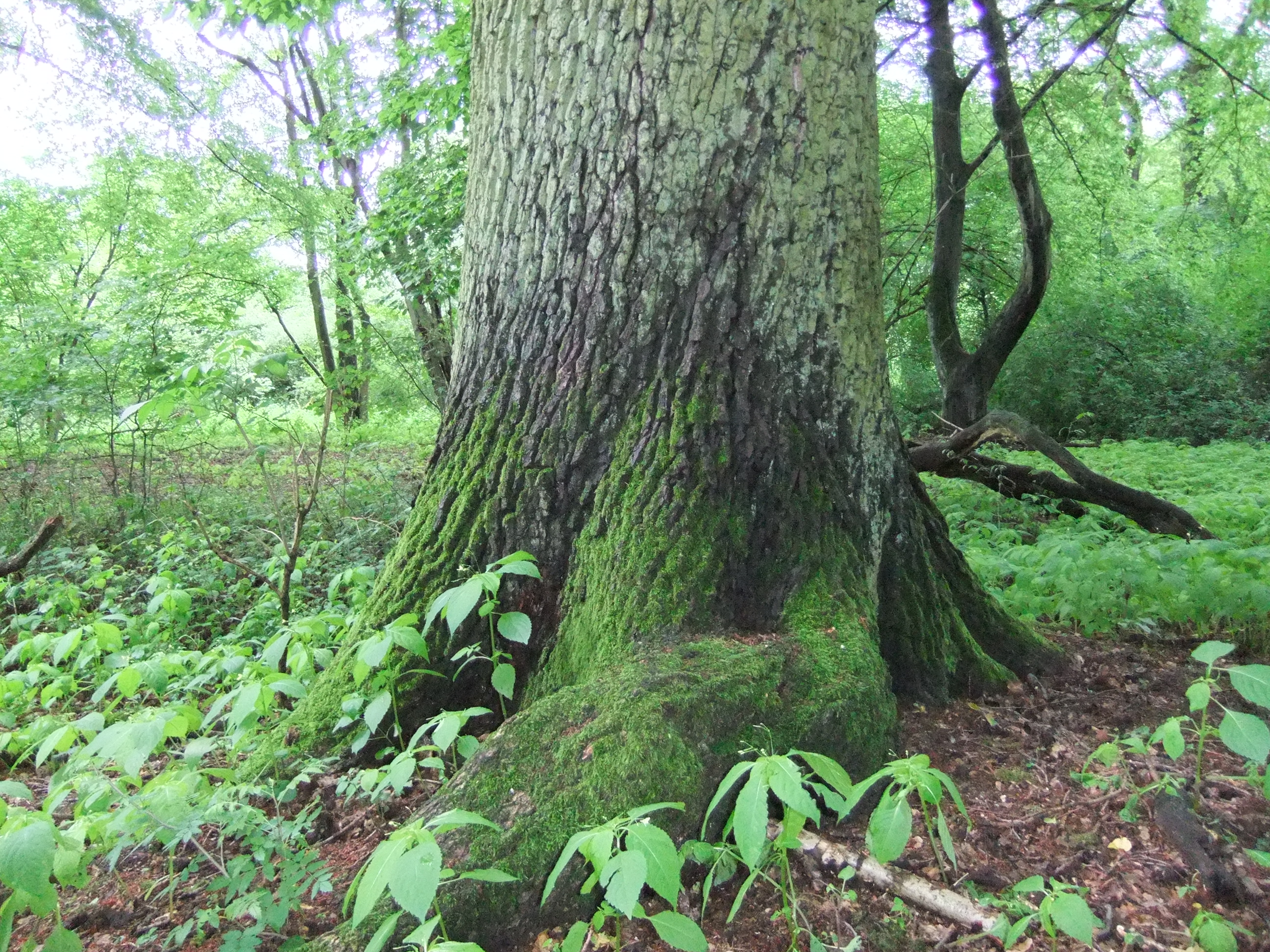
Stammbasis der Alteiche am Nachtigallenweg
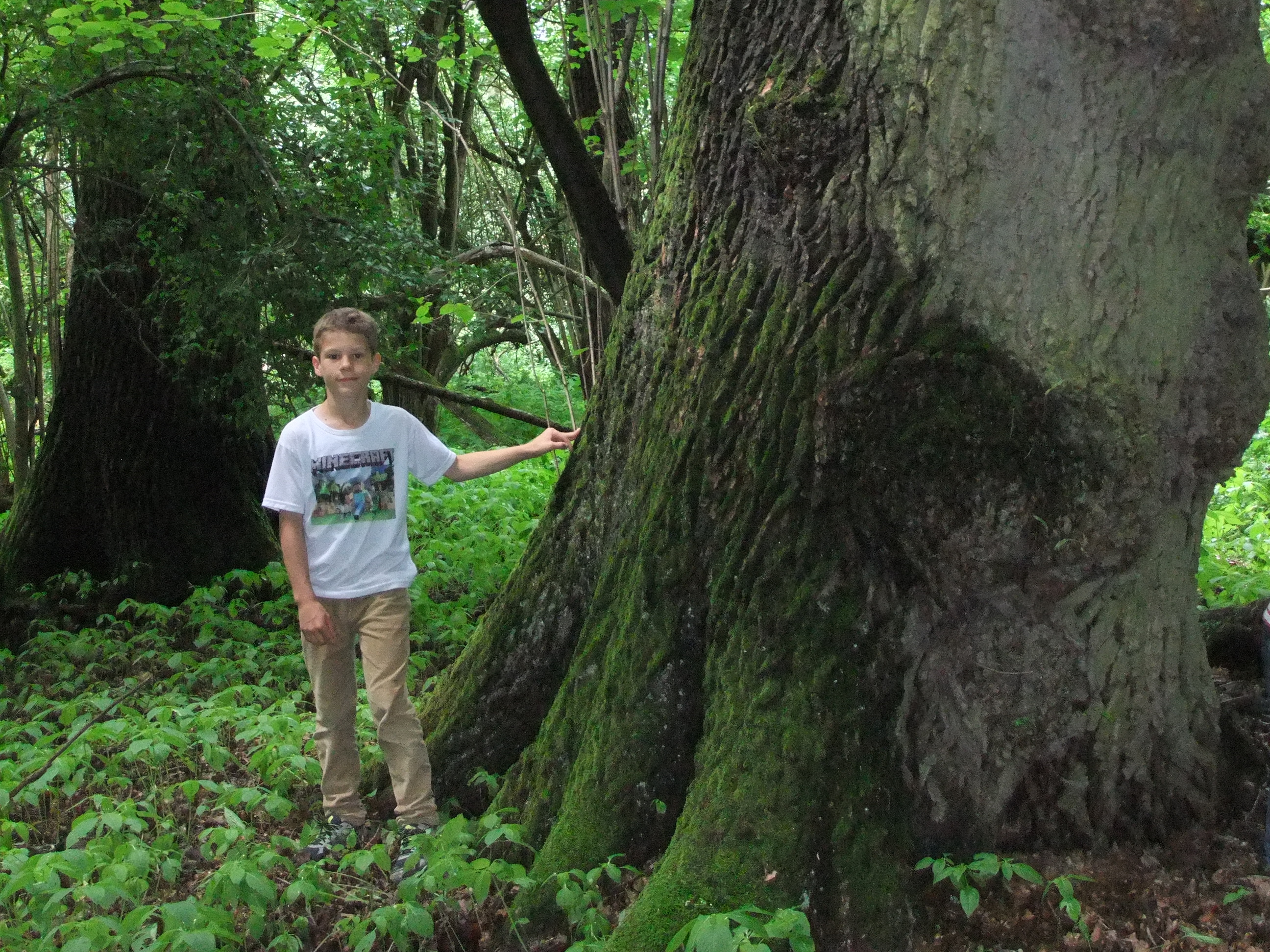
Ältester Einzelstamm am Rande des Naturschutzgebiets Enkheimer Ried mit 4,46 Metern Umfang

### Gänseweiher
50° 8′ 50,1″ N, 8° 47′ 28″ O
Eine sehr gut gewachsene Population mit insgesamt 24 Alteichen befindet sich auch im zum Teil unwegsamen Gelände am südöstlichen Rand des Gänseweihers zwischen Gänseweiherweg und dem Stadion des FSV 07 Bischofsheim sowie rund um die Sportanlage des FSV. Der älteste Baum dürfte dort um das Jahr 1710 gekeimt sein. Sein Umfang beträgt fast vier Meter. Die dort erhaltene Population ist auch insofern bemerkenswert, als sie sich in einem Gebiet befindet, das auf Karten aus dem frühen 19. Jahrhundert als Eichwald bezeichnet wurde – eine Bezeichnung, die sich zu dieser Zeit im Raum Frankfurt kein zweites Mal findet.

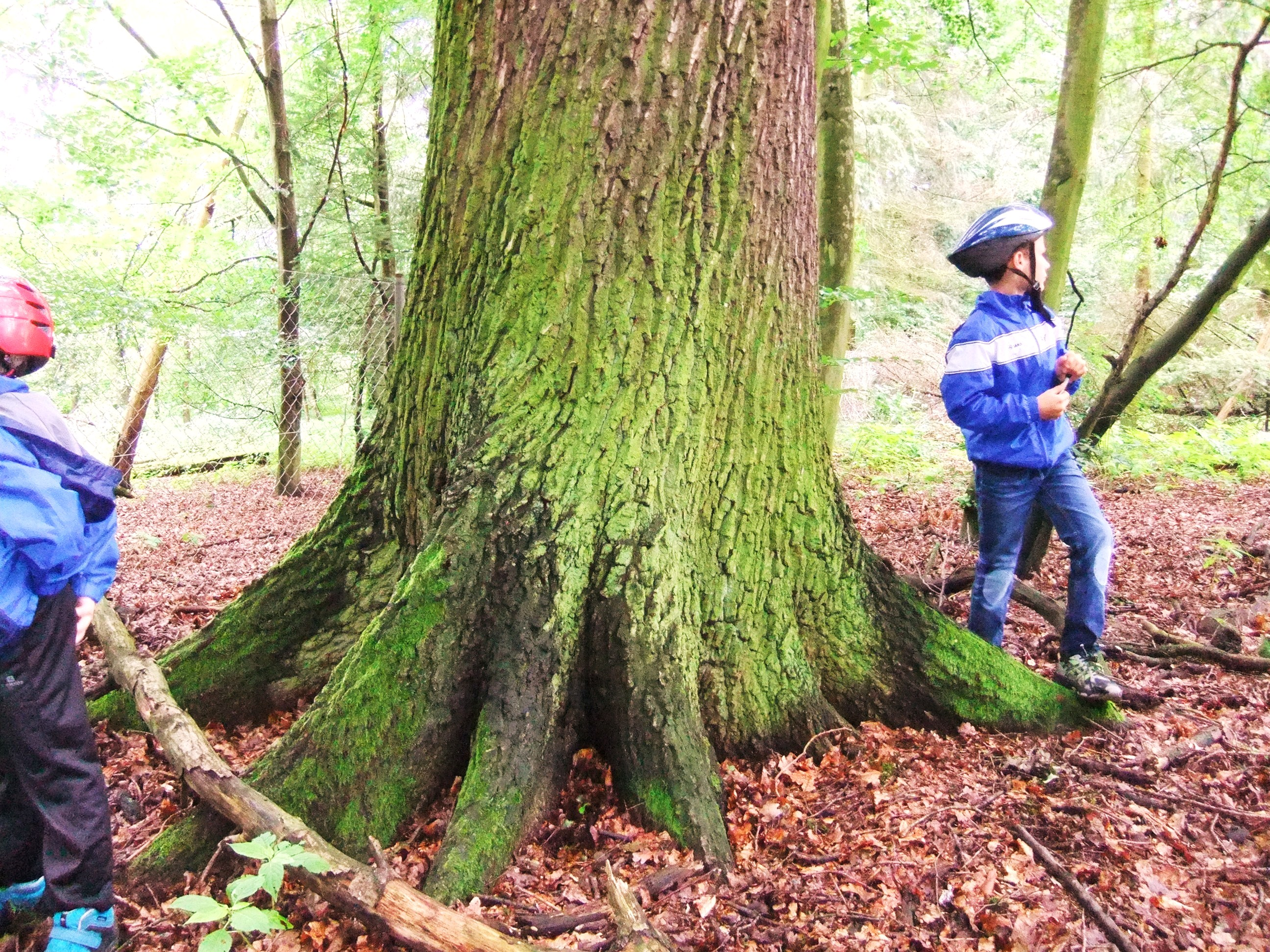
Eine etwa 250 bis 300 Jahre alte Eiche am Gänseweiher mit fast vier Metern Umfang.
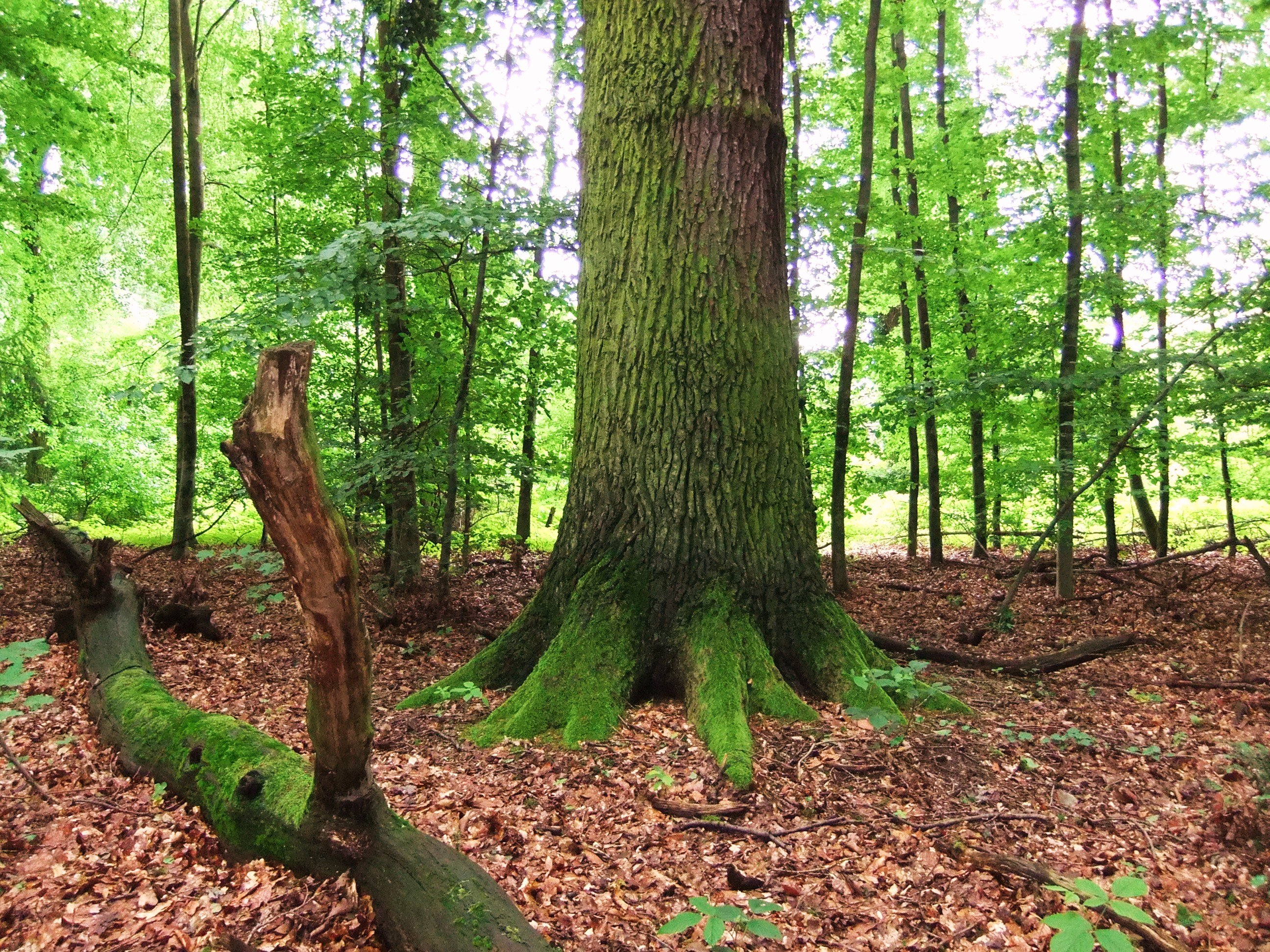
Alteiche südöstlich des Gänseweihers
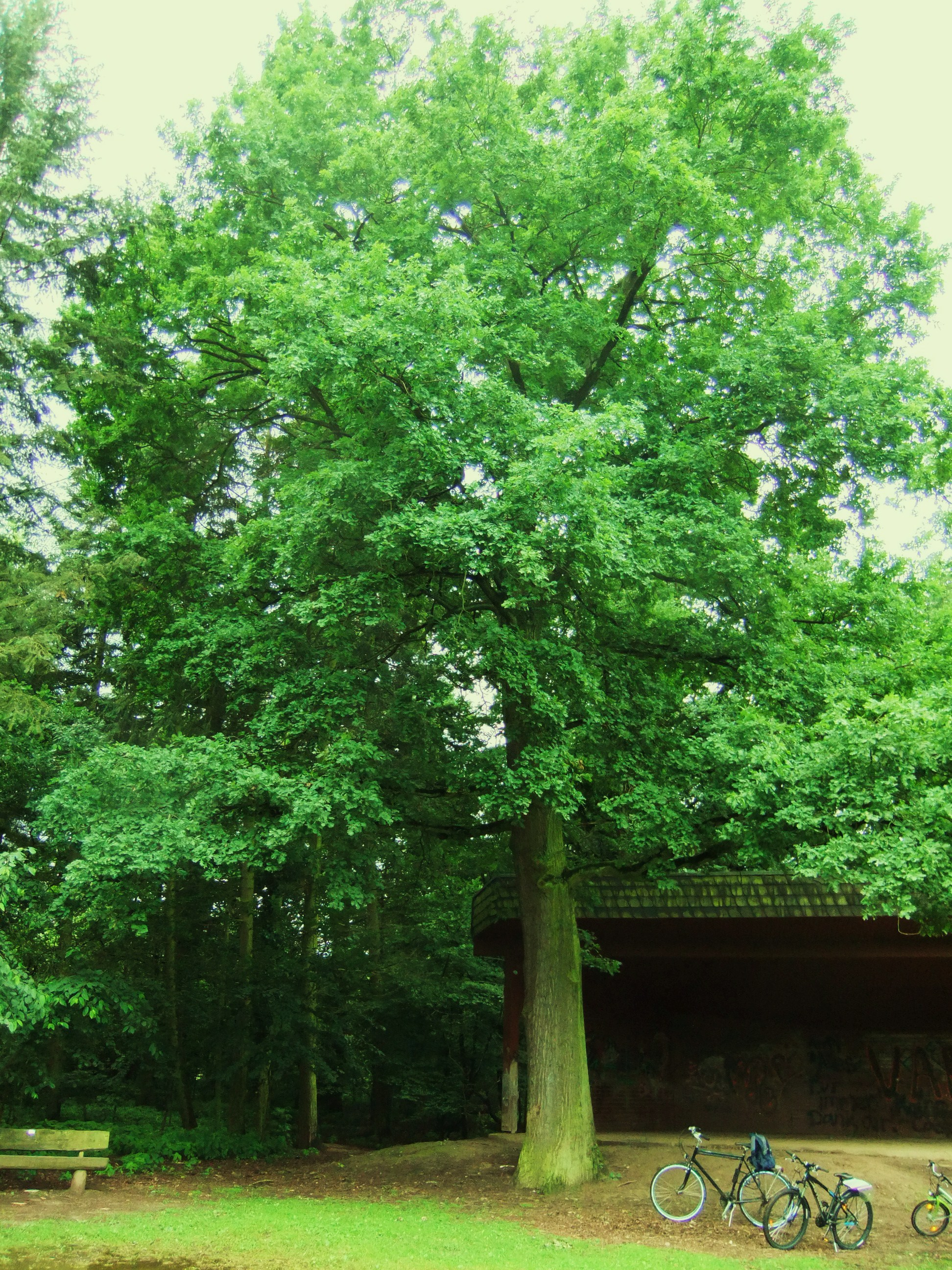
Alteiche am Rastplatz Gänseweiher

### Dammweg/Bischofsheimer Weg
50° 8′ 47,2″ N, 8° 46′ 30,1″ O
Vor der Abzweigung Dammweg/Bischofsheimer Weg stehen zwei Exemplare links etwas abseits des Weges sowie im weiteren Verlauf des Bischofsheimer Weges links und rechts am Wegrand.

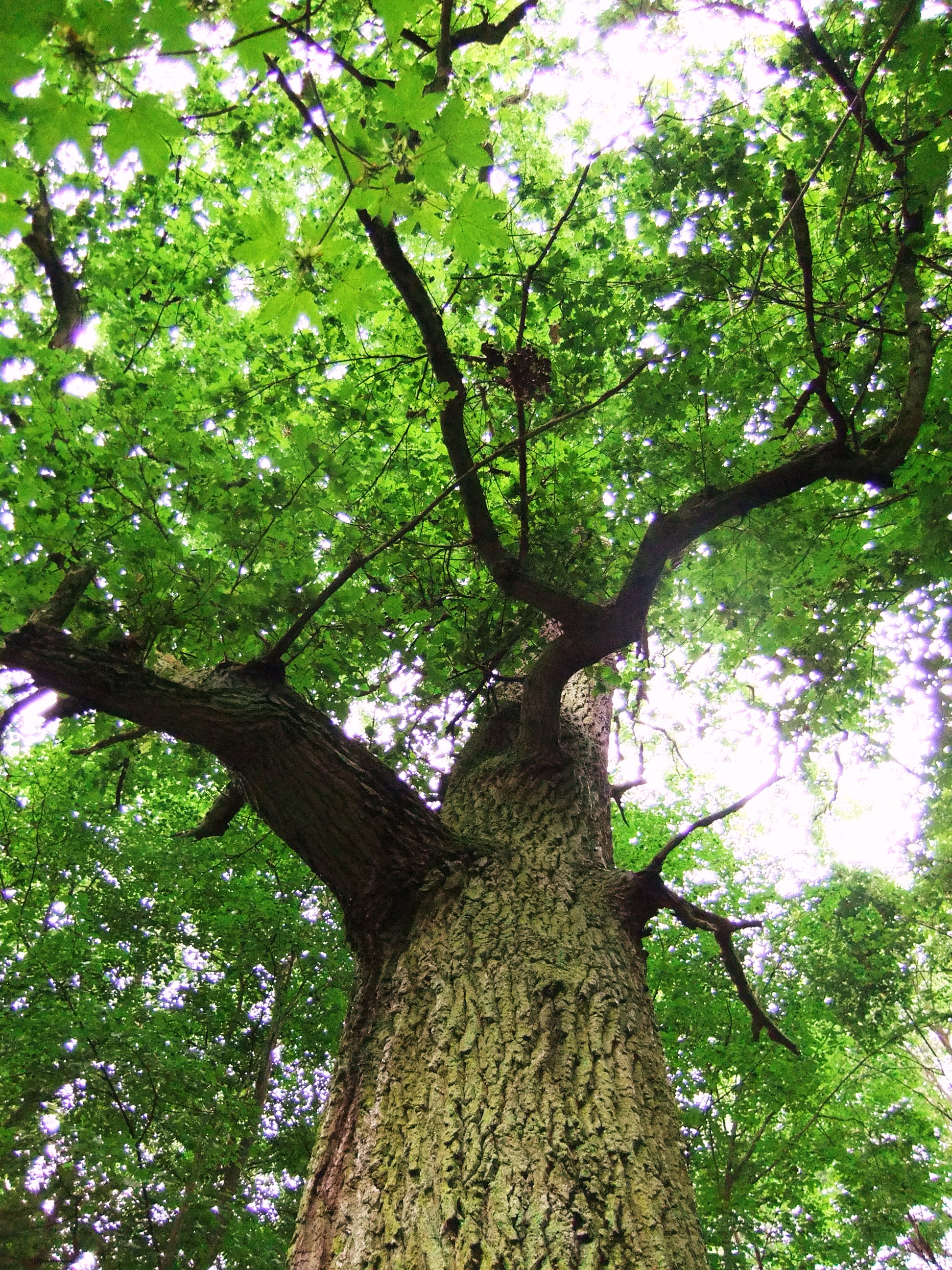
Dammweg/Bischofsheimer Weg
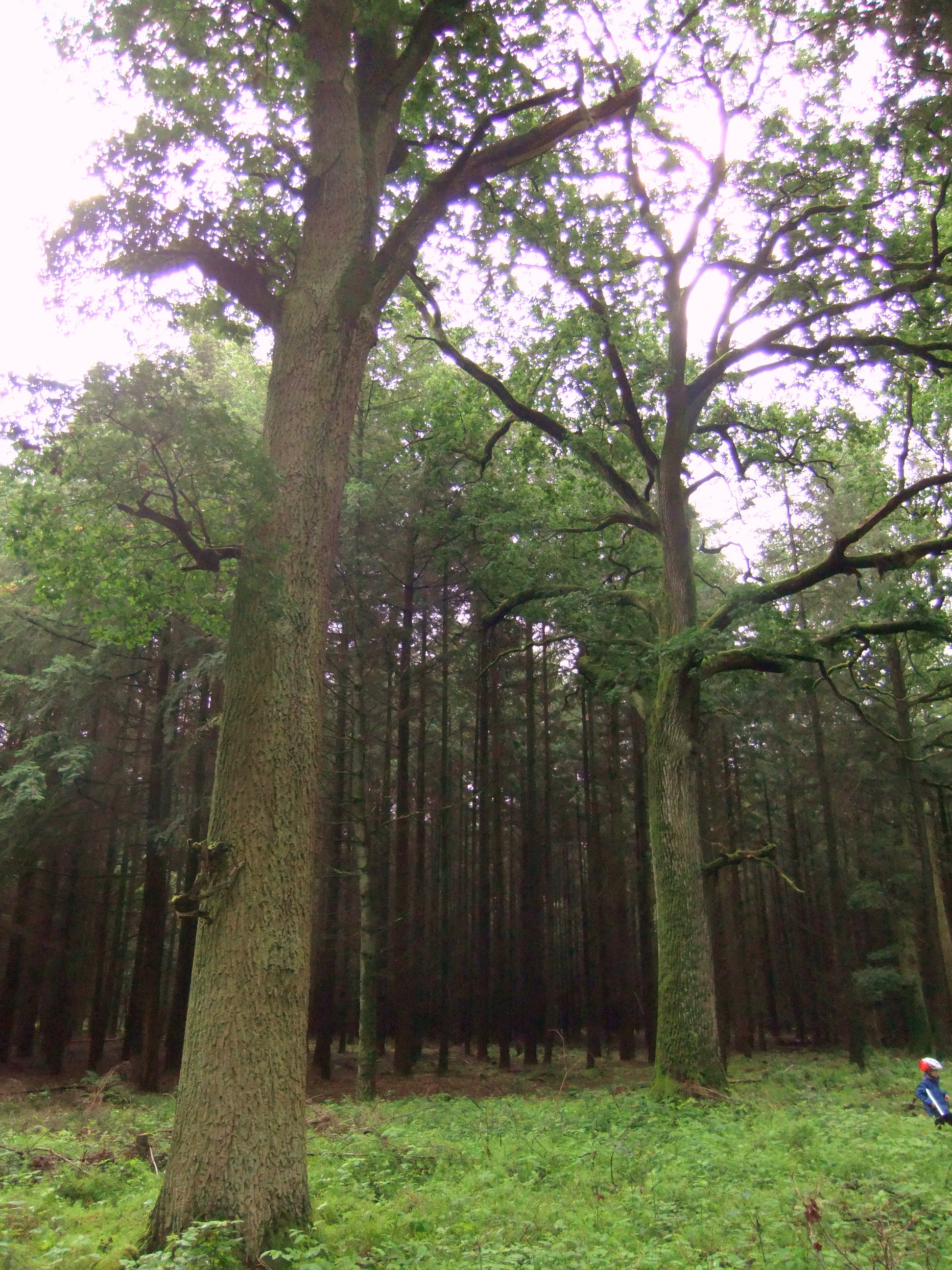
Bischofsheimer Weg

### Wagenweg
50° 9′ 21,7″ N, 8° 46′ 41,4″ O
Von der Abzweigung Ludwig-Emmel-Weg aus stehen entlang des Wagenwegs in westlicher Richtung auf der linken Seite fünf Bäume im Alter zwischen 250 und knapp 280 Jahren in regelmäßigen Abständen von rund 50 Metern. Die regelmäßigen Abstände sowie die historische Bezeichnung Wagenweg, die sich bis ins frühe 19. Jahrhundert zurückverfolgen lässt, lassen darauf schließen, dass es sich dabei um alte Wegbäume entlang einer früheren Landstraße handelt.

### Schwarzer Weg, Centerschneise, Streichkernweg, Sportanlage Birsteiner Straße
50° 8′ 16″ N, 8° 44′ 58,2″ O
In diesem Gebiet wurden insgesamt 16 Alteichen erfasst, die zwischen 250 und 290 Jahre alt sein dürften. Die ältesten Exemplare befinden sich am Rand der Centerschneise und des Streichkernwegs im Bereich der Autobahnauffahrt zur Bundesautobahn 66. Auch im Süden befinden sich vier 250 bis 300 Jahre alte Bäume rund um die Sportanlage Birsteiner Straße.

### Umfeld Berger Warte
Zwei herausragende Exemplare, die laut Messung um das Jahr 1700 gekeimt haben dürften (Umfänge 4,00 und 4,10 Meter), befinden sich auf dem Höhenzug Berger Rücken im Umfeld des historischen Wartturms Berger Warte, an der Stadtgrenze Frankfurts zu Bad Vilbel. Die Bäume stehen unmittelbar auf beiden Seiten der Bundesstraße 521 (dort Vilbeler Landstraße genannt) am Rand des Vilbeler Waldes – etwa 300 Meter nordwestlich des alten jüdischen Friedhofs Bergen. Einer der beiden Bäume – an der Einfahrt eines Forstwegs neben einem Fertighauszentrum und markiert mit einer roten Plakette Abteilung 2 Seckbacher Busch – ist der einzige Baum im gesamten Enkheimer und Bergener Alteichenbestand, der als Naturdenkmal ausgewiesen ist. Das zweite, auf der anderen Straßenseite stehende Exemplar ist dagegen bei nahezu gleichem Habitus unmarkiert. Das Vorhandensein eines alten Grenzsteins mit den Initialen GH (Großherzogtum Hessen) in unmittelbarer Nähe des Baumes (Abstand fünf Meter) könnte darauf hindeuten, dass es sich um eine alte Grenzeiche handelt. Die Position der älteren Grenzeiche wurde wohl im frühen 19. Jahrhundert durch diesen Stein „legalisiert“. Diese Praxis ist auch aus anderen Fällen bekannt.

## Geschichte
Der heutige Enkheimer und Bischofsheimer Wald wird bereits Anfang des 10. Jahrhunderts als „königlicher Wald“ erwähnt. Dort „gedeihen Eichen, Buchen, Birken, Hainbuchen, Erlen, Weiden und auf sandigen Standorten Kiefern“. Bereits im Mittelalter begannen die Bewohner, „in die Zusammensetzung der Waldbäume einzugreifen“. Eichen wird wegen „ihrer guten Eignung als Bauholz und wegen der Eicheln für die Schweinemast der Vorzug gegeben“ (vgl. Emmel, S. 24). Im Jahr 1398 betraten Forstmeister Drutmann und Sigfrid von Spir im Enkheimer Wald forstwirtschaftliches Neuland: „Im Spätherbst werden Eicheln in großem Umfang ausgesät, was forstgeschichtlich als die erstmals vorgenommene Aussaat von Laubbäumen überhaupt gilt“ (vgl. Emmel, S. 27).
Nach solchen Phasen systematischer Aufforstungen gab es seit dem Mittelalter jedoch immer wieder großflächige kriegs- und wirtschaftsbedingten Rodungen und Zerstörungen. Die wohl umfangreichsten Aufforstungen erfolgten nach dem für Bergen und Enkheim verheerenden Siebenjährigen Krieg zwischen 1761 und 1772 (vgl. Emmel, S. 37) und nach den napoleonischen Feldzügen. Von den inzwischen kartierten Alteichen dürften etwa zwei Drittel aus dieser Zeit stammen. Andere Bäume scheinen jedoch noch älter zu sein und haben damit offenbar diese sowie spätere Kriegs- und Krisenphasen überstanden. Eine der tiefgreifendsten Zerstörungen der Eichensubstanz im Enkheimer Wald resultierte aus dem Bau des Hessencenters und der Autobahn A 66 Richtung Hanau. Für beide Projekte wurden Anfang bis Mitte der 1970er Jahre trotz anhaltender Proteste aus der Bürgerschaft insgesamt ca. 30 Hektar damals bereits 150 bis 200 Jahre alter Bäume gefällt (vgl. Emmel, S. 78).

## Der Enkheimer Wald in historischen Karten
Historische Landkarten Enkheims belegen das vergleichsweise hohe Alter des hiesigen Waldes. Im kartenkundlichen Landesarchiv der Universität Marburg finden sich Kartierungen aus den Jahren 1759 und 1784. Diese belegen umfassende Waldgebiete im Bereich des Enkheimer Rieds bis nach Bischofsheim sowie in Fechenheim. Es erscheint zumindest plausibel, dass viele der bisher kartierten 78 Eichen Bestandteile dieses dort erfassten Waldgebiets waren. In einer Karte aus dem Jahr 1853 findet sich auf heutiger Bischofsheimer Gemarkung zwischen dem damals schon vorhandenen Waldsee und einer südlich davon verlaufenden Landstraße die Bezeichnung Eichwald – zu dieser Zeit eine im gesamten Frankfurter Stadtgebiet einzigartige Bezeichnung. Genau in diesem Gebiet stehen auch heute mit die ältesten Eichensolitäre des gesamten Bischofsheimer Waldes.

## Ökologischer Wert

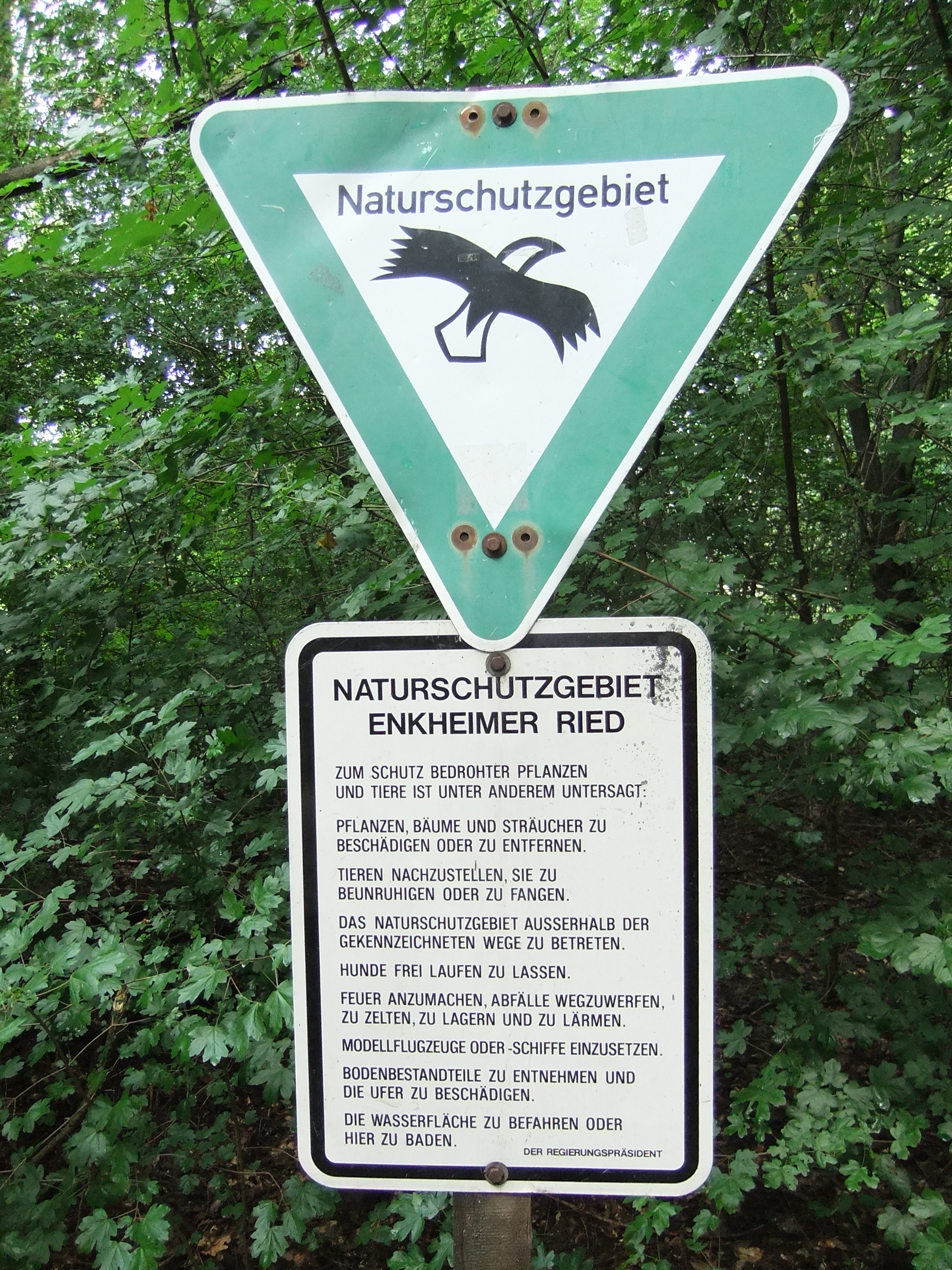
Ein Teil der 78 Bäume befindet sich am Rand des Naturschutzgebiets Enkheimer Ried

Das Senckenberg-Institut nahm zwischen 1985 und 2003 eine umfassende Biotopkartierung Frankfurter naturnaher Waldbestände vor. Im Rahmen dieser Untersuchung heißt es: Eichen-Hainbuchenwälder zählen zu den naturnahen Waldbeständen des Frankfurter Stadtwaldes, die zudem dem Schutz der Fauna-Flora-Habitatrichtlinie (FFH) der EU unterliegen. Ihr Vorkommen im Stadtgebiet konzentriert sich auf den Schwanheimer Wald, den Nied- und Bieg-Wald sowie auf den Enkheimer Wald. Insgesamt konnten ungefähr 200 ha dieses Lebensraumtyps im Rahmen der Kartierung 1998–2003 nachgewiesen werden. Es ist damit grundsätzlich wissenschaftlich anerkannt, dass sich im Enkheimer Wald ökologisch wertvolle und alte Eichenbestände befinden.

## Messung
Dieser grundsätzliche Befund wird unterstrichen durch bisher acht Messungen und Kartierungen, die zwischen Juni und November 2016 im Enkheimer, Bischofsheimer und Fechenheimer Wald und um die Berger Warte an 78 Alteichen mit einem Umfang von mehr als drei Metern vorgenommen wurden. Als Basis für die Alterseinstufung wurde die in der Forstwirtschaft gebräuchliche Näherungsformel „Baumalter = Umfang x Altersfaktor“ angewandt. In der Fachliteratur wird für Eichenbestände in Wäldern (anders als bei freistehenden Bäumen) ein Altersfaktor von 0,8 angegeben. Der Umfang wurde mit einem geeichten Maßband in 1,30 Metern über Bodenhöhe gemessen. Andere in der Fachliteratur angegebene Altersbestimmungsformeln (zum Beispiel nach Mitchell) ergaben nur geringfügig abweichende Ergebnisse.

## Vergleichbare Baumpopulationen unter ähnlichen Wuchsbedingungen
Im Landschaftspark Wilhelmsbad in Hanau befinden sich Eichenpopulationen, die unter ähnlichen Wuchsvoraussetzungen (Bodenbeschaffenheit, Feuchte, Nährstoffe) wie im Enkheimer Ried entstanden sind. Der Landschaftspark des Hanauer Grafen Wilhelm IX./I. von Hessen-Kassel wurde im Jahr 1777 angelegt und war vorher ein als Jagdgebiet genutztes Waldgebiet. Die Park-Ansichten dieser Zeit sind in zahlreichen Stichen und Karten im dortigen Museum sehr gut und präzise dokumentiert. Sie zeigen zum Beispiel südöstlich des Schlosses und an einigen markanten Orten im Park bereits stark entwickelten solitären Baumbestand u. a. mit kräftigen Eichen. Einige dieser markanten Baumsolitäre (zum Beispiel auf einer kleinen Anhöhe neben dem Quellpavillon sowie links vom Schneckenberg) konnten im Rahmen von Messungen am 23. Oktober 2016 unschwer an den damals bezeichneten Orten wieder aufgefunden werden. Sie weisen Umfänge zwischen 4,50 und 4,80 Metern auf. Es dürfte sicher sein, dass diese Bäume deutlich vor dem Jahr 1700, vermutlich sogar um das Jahr 1600 gekeimt sind, drei davon stehen daher unter Naturschutz. Die Stadt Hanau weist für diese drei Bäume ein Alter von 370 bis 420 Jahren aus. Diese Bäume sind von Habitus und Entwicklung durchaus vergleichbar mit den ältesten Bäumen im Enkheimer Ried und an der Berger Warte.

## Geodaten der elf ältesten Eichen >280 Jahre
50° 9′ 12,5″ N, 8° 46′ 48″ O

50° 9′ 16″ N, 8° 46′ 56,3″ O

50° 9′ 23,6″ N, 8° 46′ 51,5″ O

50° 8′ 50,2″ N, 8° 47′ 29,9″ O

50° 8′ 50,1″ N, 8° 47′ 28,4″ O

50° 8′ 54,1″ N, 8° 47′ 34,1″ O

50° 8′ 51,5″ N, 8° 46′ 9,1″ O

50° 8′ 44,4″ N, 8° 46′ 11,8″ O

50° 8′ 11,4″ N, 8° 45′ 2,5″ O

50° 8′ 12,5″ N, 8° 45′ 0,8″ O

50° 8′ 18″ N, 8° 45′ 5,9″ O

## Schwanheimer Alteichen
Als außergewöhnliche Baumbestände besonders bekannt sind bisher auf Frankfurter Gemarkung die Schwanheimer Alteichen, die mit rund 500 Jahren noch älter sein sollen. Allerdings werden in den zu den Schwanheimer Alteichen vorliegenden Fachbeiträgen Stammumfänge von durchschnittlich 2,75 bis 5 Metern angegeben, was auf ein geringeres Alter als 500 Jahre hindeutet.